# 千王之王重出江湖
《千王之王重出江湖》（英語：King of Gambler）是香港亞洲電視製作的電視劇，全劇共40集，由謝賢、劉松仁、米雪、楊恭如、葉童及文頌嫻主演，監製曾謹昌。

## 演員表

### 千門十三將
| 演員                    | 角色   | 暱稱／關係 |
| 林 威                   | 馬 騅  | 老 大 陝西石泉人，梟雄，善變，但極狠！千門中人，外號「賭癲」，一年後得上海半壁江山 於第40集與宋子遊、常昆同歸於盡 |
| 徐二牛                  | 徐大山 | 老 二 黑龍江腰屯人，衝動爽快，千門中人，外號「沖天炮」，七日後割據上海 於第22集與沈勝天對賭中落敗 於第25集因發現屠辛被槍傷的真相而被常昆槍殺 |
| 楊嘉諾                  | 屠 辛  | 老 三 山東濟寧人，心毒手辣，千門中人，外號「蝎子」 於第16集被常昆槍傷 於第27集被蒙面人（常昆）以千門幻術打敗 於第32集自殺身亡 |
| 謝 賢                   | 龍 四  | 老 四 外號「中國賭神」，學賭前為廚師，七日後成為商萍之殺夫仇人 岑小津男友 於第3集從黃海手中贏取大利賭場 於第7集與董其善對賭中獲勝，並贏取董其善名下所有賭場（30間） 於第9集與眾兄弟合開四海賭場 於第29集從姚萬吉口中得知常昆主使其毒殺李抑，而與姚萬吉共同揭發真相，後約好常昆七日後在四海賭場對賭 於第33集與常昆對賭中以超無敵必勝手將其打敗 於第39集收向閘北為徒 於第40集收購國中銀行，導致宋子遊破產，常昆與馬騅成為通緝犯 於結局槍戰中下落不明，生死未卜                                                                                               |
| 煒 烈                   | 雷天棟 | 老 五 福建永安人，二世祖，千門中人，綽號「小玉佛」，七日後擁有上海兩間賭場 於第22集與沈勝天對賭中落敗 於第27集被蒙面人（常昆）以千門幻術打敗 於第38集被常昆槍殺 |
| 吳元俊                  | 趙承幼 | 老 六 江西石城人，律師，亦千門中人，外號「智多星」，七日後成為上海十富之一 於第22集與沈勝天對賭中落敗 於第27集被蒙面人（常昆）以千門幻術打敗 |
| 江 圖                   | 杜百川 | 七 弟 廣東開平人，極小器，千門中人，綽號「閃電手」，七日後身家千萬 於第22集與沈勝天對賭中落敗 於第27集被蒙面人（常昆）以千門幻術打敗 於第38集被常昆下令殺害 |
| 高 雄                   | 顧庭寛 | 八 弟 安徽俞村人，醫生，正邪難辨，千門中人，綽號「賭雄」 於第38集自殺身亡 |
| 甘 山                   | 丁有田 | 九 弟 丁有地之兄，兩兄弟全無學識，但七日後卻擁有上海一間豪華賭場 於第27集被蒙面人（常昆）以千門幻術打敗 於第31集被常昆槍殺 |
| 冼灝英                  | 藍 鷹  | 十 弟 雲南玉溪人，職業殺手，千門中人，綽號「鬼影刀」，七日後成為上海龍幫行動組組長 陸海豐好友 |
| 米 奇                   | 丁有地 | 十一弟 丁有田之弟，兩兄弟全無學識，但七日後卻擁有上海一間豪華賭場 於第27集被蒙面人（常昆）以千門幻術打敗 |
| 盧敏儀                  | 潘瑪莉 | 十二妹 江蘇興化人，孤兒，千門中人，外號「夜來香」，一年後成為常昆女友 |
| 黃仲崑 （配音：黃志明） | 常 昆  | 十三弟 山西潞城人，通緝犯，涉嫌謀殺一家六口，千門中人，綽號「賭邪」！一個月後成為華人巡捕房頭頭，一年後手下超過一萬 潘瑪莉男友 與馬騅、宋子遊、榮照添、商萍、姚萬吉、孔圖貴勾結 於第16集槍傷屠辛，並嫁禍李抑 於第22集與沈勝天對賭中落敗 於第25集槍殺徐大山 於第27集主使姚萬吉毒殺李抑，並以蒙面人的身份與屠辛、雷天棟、趙承幼、杜百川、丁有田、丁有地對賭中獲勝 於第29集被姚萬吉與龍四揭發李抑死亡真相，後當場槍殺姚萬吉 於第31集槍殺丁有田 於第33集與龍四對賭中落敗，自斷右手手筋 於第38集槍殺雷天棟 於第40集槍殺榮照添、孔圖貴，並與宋子遊、馬騅同歸於盡 |

### 霍家
| 演員   | 角色   | 暱稱／關係                                         |
| 米 雪  | 岑小津 | 霍兆福之媳 龍四女友 於結局槍戰中下落不明，生死未卜 |
| 羅 烈  | 霍兆福 |                                                    |
| 謝子峰 | 霍從一 | 岑小津之子                                         |
|        | 霍永一 | 岑小津亡夫                                         |

### 巡捕
| 演員                    | 角色   | 暱稱／關係 |
| 劉松仁                  | 李 抑  | 李抑探長 賭 俠，原名沈勝天 上海四條馬路探長 夏雪兒之丈夫 龍四徒弟，十年前因意見不合而決裂 於第22集以沈勝天的身份與常昆、徐大山、杜百川、雷天棟、趙承幼對賭中獲勝 於第23集被常昆主使的孔圖貴出賣而被送入監牢 於第25集被判環首死刑 於第27集被常昆主使的姚萬吉毒殺 |
| 林志豪 （配音：梁志達） | 向閘北 | 四條馬路巡捕 許八通、許八達、楊翔、呂拾三、余筒、孫飛炮之養子 李抑下屬 鍾若浮男友 於第40集成為龍四之傳人 |
| 吳廷燁                  | 榮照添 | 榮總 總督察長 喜歡阮明透 於第40集被常昆槍殺 |
| 余俊峰                  | 孔圖貴 | 四條馬路巡捕 原李抑下屬，後勾結常昆，出賣李抑 於第40集被常昆槍殺 |
| 杜汶澤                  | 阿 衛  | 榮照添手下 |
| 陳嘉偉                  | 阿 勁  | 榮照添手下 |
| 嘉 俊                   | 巡 捕  | |
| 陳 銳                   | 巡 捕  | 捕仔 於第1集被常昆殺死 |

### 其他重要角色
| 演員   | 角色   | 暱稱／關係 |
| 葉 童  | 阮明透 | 上海巴比龍 喜歡被人叫做透明 榮照添用錢買的情婦 於第26集險被常昆槍殺，後被顧庭寬假意槍殺，後被其救回 於第39集離開上海                                         |
| 宮雪花 | 商 萍  | 上海皇后 聶剛之妻子 |
| 文頌嫻 | 鍾若浮 | 宋子游、鍾碧玉之女 向閘北女友 於第39集中槍後昏迷 |
| 楊恭如 | 夏雪兒 | 李抑之妻子 |
| 楊 群  | 宋子游 | 賭 豪 人稱T.Y.宋 上海國際中心銀行行長 上海首富 鍾若浮之父 於第40集持有的國中銀行被龍四收購，並因為走私黃金而與馬騅、常昆成為通緝犯，最後與馬騅、常昆同歸於盡 |
| 黃允財 | 董其善 | 賭 狂 董放之子 性情囂張 於第7集與龍四對賭中落敗，並把名下所有賭場輸給龍四                                                                                    |
| 李道洪 | 聶 剛  | 賭 傑 商萍之丈夫 董放和董其善的得力助手 不敵龍四後要求龍四成全自殺的心願                                                                                     |
| 梁日豪 | 陸海豐 | 因認定龍四害死聶剛，而三番四次欲殺死龍四 於第39集佩服龍四為人而放棄追殺，並與藍鷹成為好友                                                                    |
| 羅青浩 | 姚萬吉 | 原為龍四、沈勝天（李抑）手下 勾結常昆，出賣李抑 於第27集毒殺李抑 於第29集被常昆槍殺                                                                          |

### 千門六怪
| 演員   | 角色   | 暱稱／關係                                                                                               |
| 夏春秋 | 余 筒  | 爸甲 自稱千門六怪之一 向閘北之養父                                                                       |
| 麥 基  | 孫飛炮 | 爸乙 自稱千門六怪之一 向閘北之養父                                                                       |
| 黃樹棠 | 許八達 | 爸丙 自稱千門六怪之一 向閘北之養父 第2集在大利賭場把一個大洋給龍四賭博，間接令龍四贏得賭場及導致黃海自殺 |
| 龍貫天 | 楊 翔  | 爸丁 自稱千門六怪之一 向閘北之養父                                                                       |
| 梁 珊  | 許八通 | 媽甲 自稱千門六怪之一 向閘北之養母                                                                       |
| 吳浣儀 | 呂拾三 | 媽乙 自稱千門六怪之一 向閘北之養母                                                                       |

### 其他賭徒
| 演員   | 角色         | 暱稱／關係                                                        |
| 鄭恕峰 | 黃 海        | 大利賭場老闆 後因輸掉賭場跳黃埔江自殺                             |
| 梁克遜 | 洪長奎       | 骰盅魔鬼 黃海下屬 第40集則為宋子游下屬                            |
| 洪志成 | 唐 皇        | 神奇無定手 黃海下屬                                               |
|        | 尚貝蒙梭     | 法國天王 八大天王之一 外號：天眼                                  |
|        | 伏爾他沙洛夫 | 俄羅斯天王 八大天王之一 外號：高速無影手                          |
|        | 約翰甘       | 美國天王 八大天王之一 外號：超級雷達                              |
|        | 宮本洋介     | 日本天王 八大天王之一 外號：破壞                                  |
|        | 彼索麥里尼   | 意大利天王 八大天王之一 外號：白金手指                            |
|        | 察查史密夫   | 英國天王 八大天王之一 外號：無限計數機                            |
|        | 陳家國       | 中國南天王 八大天王之一 外號：千手如來                            |
| 黎佩儀 | 內田保內美   | 日本賭姬 八大天王之一                                             |
| 孫鏡鴻 | 王 風        | 神算之王 十四無敵神算手之一 有一徒弟                              |
|        | 羅渣佳士拿   | 英國賭王 外號：偷天至尊 與彼得J摩亞二人合稱為雙天至尊 董其善下屬  |
|        | 彼得J摩亞    | 美國賭王 外號：換天至尊 與羅渣佳士拿二人合稱為雙天至尊 董其善下屬 |

### 其他演員
| 演員     | 角色   | 暱稱／關係                         |
| 張曦寧   | 夏安兒 | 夏雪兒之妹                         |
| 姜皓文   | 陳勝黑 | 車伕 岑小津好友                    |
| 湖邊月   | 黑 媽  | 陳勝黑之母                         |
| 斑 斑    | 鍾碧玉 | 鍾若浮之母 後離開鍾若浮            |
| 吳小清   | 柯秀秀 | 向閘北好友                         |
| 梁錦燊   | 羅 強  | 強記貿易公司老闆 於第7集被常昆槍殺 |
| 鄒偉倫   | 善手下 |                                    |
| 陳 東    | 善手下 |                                    |
| 陳麗雲   | 萬大嬸 |                                    |
| 李 岡    | 何博文 | 謝婷芳之丈夫                       |
| 饒芷昀   | 謝婷芳 | 何博文之妻                         |
| 梁嘉偉   | 何生輝 | 何博文之子                         |
| 司馬華龍 | 杜 琛  | 上海賭業協會會長                   |
| 梁啟智   | 楊 嶽  | 鐵面左判官                         |
| 衛 青    | 段 柱  | 鐵面右判官                         |
| 佘文炳   | 溫 平  |                                    |

## 千門絕技
- 馬騅
  - 暗度陳倉
- 徐大山
  - 萬法歸宗、風捲殘雲、天花亂墜、暗度陳倉、招財進寶、沖天炮
- 屠　辛
  - 回力骰、龍躍九天、一柱擎天
- 龍　四
  - 靈犀一指、黑馬過林、暗渡陳倉、龍捲風、三龍會、巨龍破山、借花敬佛、風起雲湧、千門幻術、龍騰四海 / 鳳舞九天（合稱「龍騰鳳舞」）、無敵必勝手、超無敵必勝手
- 雷天棟
  - 排山倒海
- 趙承幼
  - 萬里長城、龍騰虎躍、虎穴龍潭、伏虎降龍、偷龍轉鳳、暗渡陳倉
- 杜百川
  - 蒼龍歸海、電光火石、烏龍擺尾、葉底藏花
- 顧庭寛
  - 泰山壓頂、猛虎歸山
- 丁有地
  - 偷天換日
- 藍　鷹
  - 漫天風雨、刻骨銘心
- 常　昆
  - 千門幻術、黑馬過林、借橋趕路、無敵必勝手
- 李　抑（沈勝天）
  - 黑馬過林、葉裡藏花、沖天炮、暴風雨、龍騰四海 / 鳳舞九天（合稱「龍騰鳳舞」）、無敵必勝手
- 向閘北
  - 千門幻術、沖天炮、暴風雨、三龍會、無敵必勝手、超無敵必勝手
- 洪長奎
  - 群魔亂舞
- 唐　皇
  - 葉裡藏花手
- 黃　海
  - 狂風掃
- 彼得J摩亞
  - 換天術、雙天保至尊
- 羅渣佳士拿
  - 偷天術、雙天保至尊
- 董其善
  - 猛虎歸山、釜底抽薪、暗度陳倉、葉底藏花